# فرقة المشاة الثامنة (الفيرماخت)
فرقة المشاة الثامنة تشكلت في أوبلن في 1 أكتوبر 1934 تحت اسم Artillerieführer III الذي تم استخدامه حتى 15 أكتوبر 1935. تم تعبئتها في أغسطس 1939 وشاركت في غزو بولندا، معركة فرنسا وعملية بربروسا، غزو الاتحاد السوفياتي. في 1 ديسمبر 1941، أعيد تنظيمها وإعادة تشكيلها كفرقة المشاة الخفيفة الثامنة. أعيد تشكيلها مرة أخرى في 30 يونيو 1942 باسم فرقة ياغر الثامنة. استسلمت للجيش الأحمر في مورافيا في مايو 1945. 

## منطقة العمليات
- بولندا (سبتمبر 1939 - مايو 1940)
- فرنسا (مايو 1940 - يونيو 1941)
- الجبهة الشرقية (يونيو 1941 - ديسمبر 1941)

باسم فرقة المشاة الخفيفة الثامنة
- فرنسا (ديسمبر 1941 - مارس 1942)
- الجبهة الشرقية، القطاع الشمالي (مارس 1942 - يونيو 1942)

كفرقة ياغر الثامنة
- الجبهة الشرقية، القطاع الشمالي (يونيو 1942 - مارس 1944)
- الجبهة الشرقية، القطاع الجنوبي (مارس 1944 - مايو 1945)

## القادة
- الجنرال دير كافاليري رودولف كوخ إيرباخ (15 أكتوبر 1935 - 25 أكتوبر 1940)
- الجنرال دير إنفانتري جوستاف هون (25 أكتوبر 1940 - 23 يوليو 1942)
- الجنرال دير بانزرتروبي جيرهارد جراف فون شفيرين (23 يوليو 1942 - 13 نوفمبر 1942)
- الجنرال دير جبيرجستروب فريدريش-جوبست فولكامر فون كيرشنسيتنباخ (13 نوفمبر 1942 - 1 سبتمبر 1944)
- جينيرال لوتنانت كريستيان فيليب (1 سبتمبر 1944 - أبريل 1945)